# Ali Stroker
Ali Stroker, all'anagrafe Alyson Mackenzie Stroker (Ridgewood, 16 giugno 1987) è un'attrice statunitense, attiva in campo teatrale e televisivo.

## Biografia
Figlia di Jody Schleicher e Jim Stroker, Ali Stroker fu vittima di un incidente stradale all'età di due anni, che la lasciò paralizzata dalla vita in giù, costringendola su una sedia a rotelle. Dopo la laurea in teatro all'Università di New York nel 2009, Stroker fece il suo debutto sulle scene nel musical The 25th Annual Putnam County Spelling Bee alla Paper Mill Playhouse del New Jersey. Nello stesso anno partecipò al reality The Glee Project, classificandosi seconda e avendo comunque la possibilità di recitare in un episodio di Glee, trasmesso nel 2013. Nel 2015 fece il suo debutto a Broadway nel revival del musical Spring Awakening diretto da Michael Arden, diventando così la prima attrice in sedia a rotelle ad aver mai recitato a Broadway.
Nel 2018 è tornata a recitare sulle scene newyorchesi in un acclamato revival di Oklahoma! in scena al St. Ann's Warehouse di Brooklyn. La produzione, che annoverava nel cast anche Mary Testa e Rebecca Naomi Jones, fu trasferita a Broadway con la Stroker nel cast nella stagione successiva. Stroker interpreta il ruolo di Ado Annie, mai interpretato prima di allora da un'attrice disabile, e la sua performance ha ottenuto il plauso della critica e la vittoria del Drama Desk Award e del Tony Award alla miglior attrice non protagonista in un musical.
È dichiaratamente bisessuale e sposata con l'attore David Perlow dal 2020.

## Filmografia

### Televisione
- The Glee Project – reality, 12 episodi (2011)
- Glee – serie TV, 1 episodio (2013)
- Faking It - Più che amiche – serie TV, 3 episodi (2014-2015)
- Ten Days in the Valley – serie TV, 3 episodi (2017)
- Lethal Weapon – serie TV, 1 episodio (2018)
- Instrinct – serie TV, 1 episodio (2018)
- Streghe (Charmed) – serie TV, 1 episodio (2019)
- The Two Princes – serie TV, 1 episodio (2019)
- City Boyz – serie TV, 4 episodi (2019)
- Helpsters – serie TV, 1 episodio (2020)
- The Bold Type – serie TV, 1 episodio (2020)
- Un finale natalizio da favola (Christmas Ever After), regia di Pat Kiely – film TV (2020)
- Blue Bloods – serie TV, 1 episodio (2021)
- And Just Like That... – serie TV, episodi 1x04-2x02 (2021-2023)
- Only Murders in the Building – serie TV, 4 episodi (2021-2022)
- Ozark – serie TV, 14 episodi (2022)
- Echoes – miniserie TV (2022)
- Gossip Girl – serie TV, episodio 2x6 (2022)

### Doppiaggio
- BoJack Horseman - serie TV, 1 episodio (2020)

## Doppiatrici italiane
Nelle versioni in italiano delle opere in cui ha recitato, Ali Stroker è stata doppiata da:
- Lilli Manzini in Christmas Ever After
- Gemma Donati in Glee
- Emanuela Damasio in Blue Bloods
- Benedetta Ponticelli in Only Murders in the Building
- Martina Felli in Ozark

Da doppiatrice, è stata sostituita da:
- Costanza Di Giacomo in Firebuds